# Cameriere
Il cameriere è la persona addetta a servire i clienti presso un bar, un ristorante, un albergo o talvolta in una casa privata.

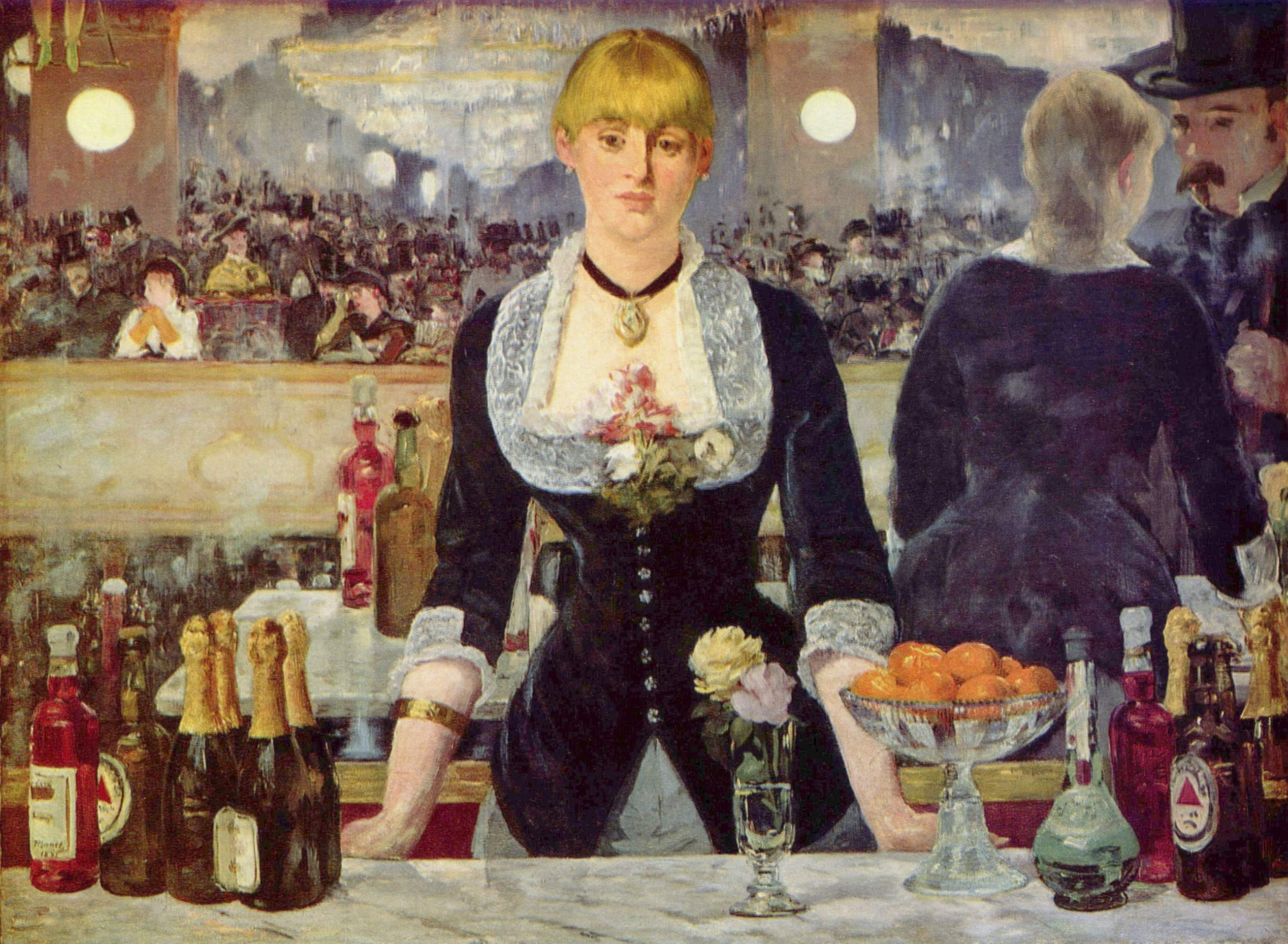
Una cameriera nel dipinto di Édouard Manet Il bar delle Folies-Bergère (1882)

## Compiti
I compiti del cameriere comprendono: preparazione della sala e dei tavoli, ordinamento delle stanze, accoglienza della clientela, servizio a tavola, mise en place, presentazione del conto ecc. L'orario di lavoro del cameriere è solitamente organizzato in turni, che possono protrarsi fino a notte tarda se il pubblico esercizio effettua servizio diurno e serale.
Spesso il cameriere coadiuva lo chef nella preparazione dell'antipasto e cura la composizione della frutta. Può anche essere aiutato dal sommelier nel servire acqua e vino.
In determinate strutture i camerieri sono divisi secondo una gerarchia, detta "brigata di sala", così ripartita:
- Maître d'hotel (può esservene più di uno);
- Maître de salle;
- Maître de rang;
- Chef de rang;
- Commis de rang;
- Sommelier;

## La retribuzione
La mancia, in alcuni paesi, occupa una parte significativa della retribuzione del cameriere. In Italia è generalmente elargita solo come ringraziamento per aver svolto bene il proprio lavoro; in altri paesi, come gli Stati Uniti d'America è la principale forma di retribuzione.

## Robot cameriere
A partire dal secondo decennio del XXI secolo si sono diffusi dapprima in Asia e poi negli Stati Uniti i primi robot cameriere, anche per far fronte al problema cronico della carenza di manodopera stagionale.